# 魅力酒店
魅力酒店（英語：Hotel Attraction）是著名建筑师安东尼·高迪曾计划在纽约市建造的一座摩天大楼。
魅力酒店的规划诞生于1908年5月，其计划中的建筑高度为360米。许多人认为该酒店未来主义的设计风格对并不符合其时代。起初人们对于该项目所知甚少，直至1956年霍安·马塔马拉·伊·弗洛塔（Joan Matamala i Flotats）发表的一篇题为《高迪的新世界》（Cuando el Nuevo Continente llamaba a Gaudí）的报告才披露了部分细节。关于该项目为何被取消有两种说法。其一认为是源于高迪的病情，而另一种说法则认为是高迪不愿意迎合富豪客户而主动取消了这项计划。
在九一一事件后计划重建纽约曼哈顿世界贸易中心时，建筑师保罗·拉弗莱等曾提出过在世贸中心原址上建造高迪的魅力酒店，但计划最终未能实现。
另外，在福克斯出品的美剧《危机边缘》中，魅力酒店曾出现在另一个世界的纽约市里。